# Gonomyia (Leiponeura) adamsoni
Gonomyia (Leiponeura) adamsoni is een tweevleugelige uit de familie steltmuggen (Limoniidae). De soort komt voor in het Australaziatisch gebied.